# Ornithion inerme
El mosquerito moteado (Ornithion inerme), también denominado atrapamoscas de cejas blancas (en Venezuela), tiranolete alipunteado (en Ecuador), tiranuelo alipunteado (en Colombia) o moscareta de lores blancos (en Perú), es una especie de ave paseriforme de la familia Tyrannidae perteneciente al género Ornithion. Es nativo de América del Sur.

## Distribución y hábitat
Se distribuye por el este y sureste de Colombia, sur y sureste de Venezuela, Guyana, Surinam, Guayana francesa, al sur hacia el este de Ecuador, este de Perú, norte de Bolivia y norte, oeste y centro de Brasil (Amazonia hacia el este hasta el este de Pará y noroeste de Maranhão); también, una población aparentemente aislada en el litoral oriental de Brasil (Alagoas al sur hasta Río de Janeiro).
Esta especie es considerada bastante común en sus hábitats naturales: el dosel y los bordes de selvas húmedas, principalmente por debajo de los 900 m de altitud.

## Sistemática

### Descripción original
La especie O. inerme fue descrita por primera vez por el ornitólogo alemán Gustav Hartlaub] en 1853 bajo el mismo nombre científico; su localidad tipo es: «"sin duda desde Sudamérica", restringido posteriormente para Bahía, Brasil».

### Etimología
El nombre genérico neutro «Ornithion» en griego significa ‘pequeña ave’ (diminutivo de «ornis» que significa ‘ave’); y el nombre de la especie «inerme» en latín significa ‘inofensivo’.

### Taxonomía
Es monotípica.